# میتول مارما
میتول مارما (بنگالی: মিতুল মারমা؛ زادهٔ ۱۱ دسامبر ۲۰۰۳) بازیکن فوتبال اهل بنگلادش است.
وی همچنین در تیم‌های ملی فوتبال زیر ۲۳ سال بنگلادش و بنگلادش بازی کرده است.